# 1250 René-Lévesque
Le 1250 René-Lévesque, anciennement connu sous le nom de « Tour IBM-Marathon », est le deuxième plus haut gratte-ciel de Montréal, avec une hauteur de toit de 199 mètres (sans sa flèche) et une hauteur totale de 226,5 mètres en incluant la flèche. Selon le Code national du bâtiment, qui exclut les flèches décoratives, il est classé en tant que deuxième plus haut bâtiment, tandis que selon le Council on Tall Buildings and Urban Habitat (CTBUH) à l’international, qui inclut cette hauteur, il est considéré comme le plus haut gratte-ciel de la ville.
Ce gratte-ciel de 47 étages a été conçu par Kohn Pedersen Fox Associates et achevé en 1992. Il a été construit entre 1988 et 1992 dans le cadre d'un projet dirigé par IBM et Marathon Realty avec un investissement de 250 millions de dollars pour regrouper les opérations d'IBM à Montréal, relocalisant 1 000 employés de la Place Ville Marie.
Le bâtiment, situé au centre-ville de Montréal, forme une frontière visuelle entre le centre commercial et le secteur résidentiel ouest, un concept inspiré de la Westend Tower à Francfort, Allemagne, conçu par la même firme d'architecture. Il est adjacent au Centre Bell et à la Gare Windsor, et est relié à la station de métro Bonaventure ainsi qu'au RÉSO, la ville souterraine de Montréal.

## Architecture
L'architecture du bâtiment combine les styles postmoderne et néo-moderne. Les façades est et ouest se distinguent nettement : la façade ouest, qui fait face au quartier résidentiel, est un mur recouvert de granit avec des fenêtres carrées et des retraits irréguliers, tandis que la façade est, orientée vers le centre commercial, présente un mur-rideau en verre courbé donnant une impression de légèreté. Une flèche s'étend sur le côté nord du bâtiment, atteignant 31 mètres au-delà du toit et alignée sur le sommet du Mont-Royal.

À l'intérieur, un atrium de quatre étages avec un jardin d'hiver en bambou, une aire de restauration et des salles de conférence accueille les visiteurs. Le bâtiment est connecté à la ville souterraine de Montréal et à la station de métro Bonaventure.

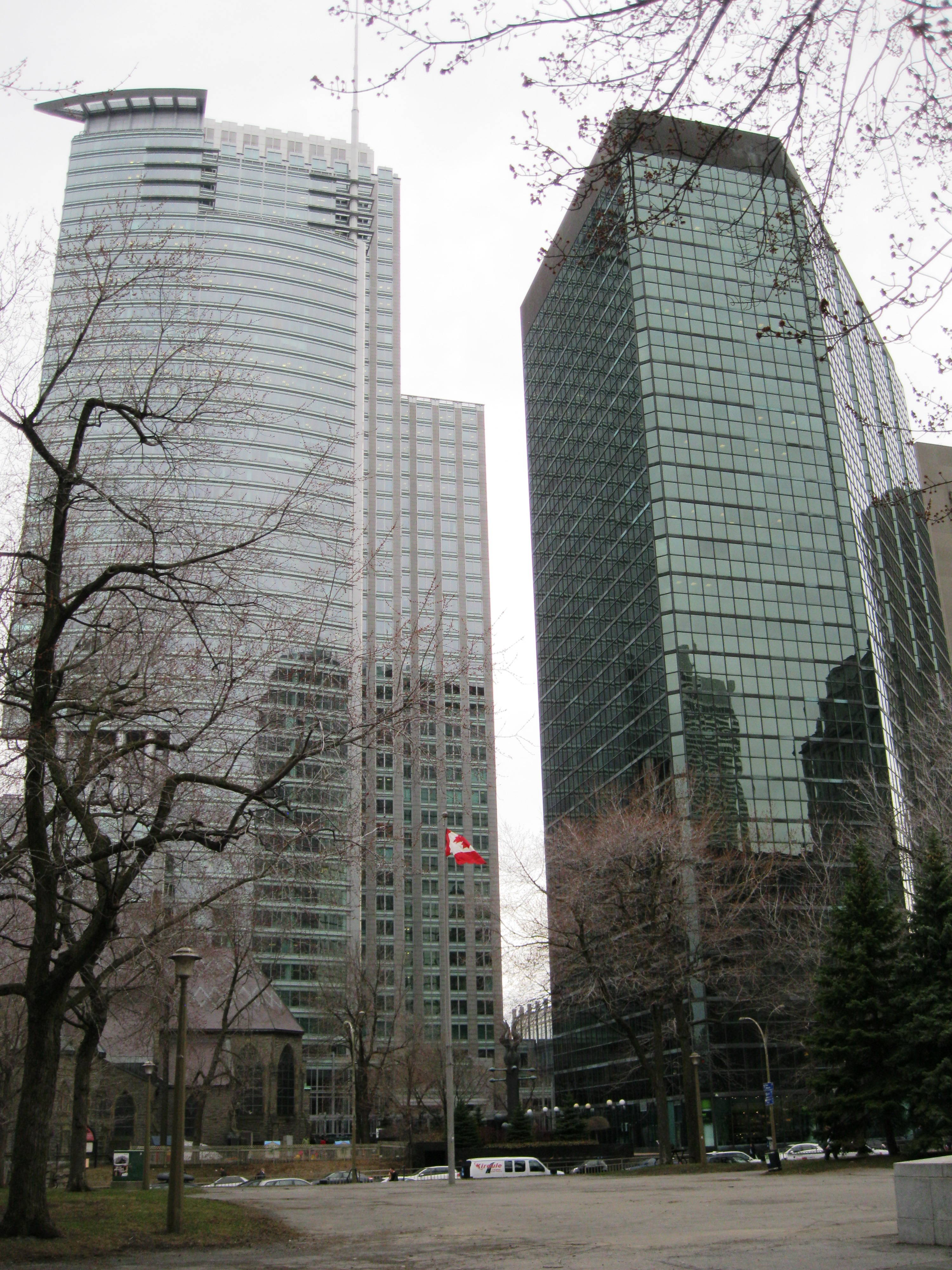
Vue depuis le nord, à côté de l'Édifice La Laurentienne.

## Intégration urbaine
Initialement positionné comme limite du centre-ville, le 1250 René-Lévesque s'intègre désormais dans une ligne d'horizon élargie incluant les tours voisines de la Cité du Commerce Électronique. Les bâtiments plus petits à l'ouest créent un effet d'escalier, guidant le regard du cœur commercial vers le 1250 René-Lévesque.

## Locataires
Parmi les principaux locataires, on retrouve IBM, Air Liquide, PwC, Deutsche Bank, PSP Investments et de nombreuses autres entreprises des secteurs financier, technologique et du conseil.
- Air Liquide Canada[6]
- Bayer[7]
- BMO Harris Bank[8]
- Canaccord Financial Inc[9]
- Chubb Corp.[10]
- CIBC Wood Gundy[11]
- Credit Suisse[12]
- Deutsche Bank[13]
- EquiSoft Inc.[14]
- International Cospas-Sarsat Programme
- Insight Enterprises[15]
- Langlois Lawyers LLP
- LASIK MD[16]
- Lazard[17]
- Macquarie Group[18]
- McKinsey & Company[19]
- Merrill Lynch Canada[20]
- Michael Page International[21]
- PSP Investments[22]
- PricewaterhouseCoopers[23]
- Richardson GMP Limited[24]
- Wells Fargo Equipment Finance

## Anciens Locataires
- Club Privé 47 Inc était situé au 47ème étage (entre 1995 et 2011) et était un club échangiste[25].

## Galerie

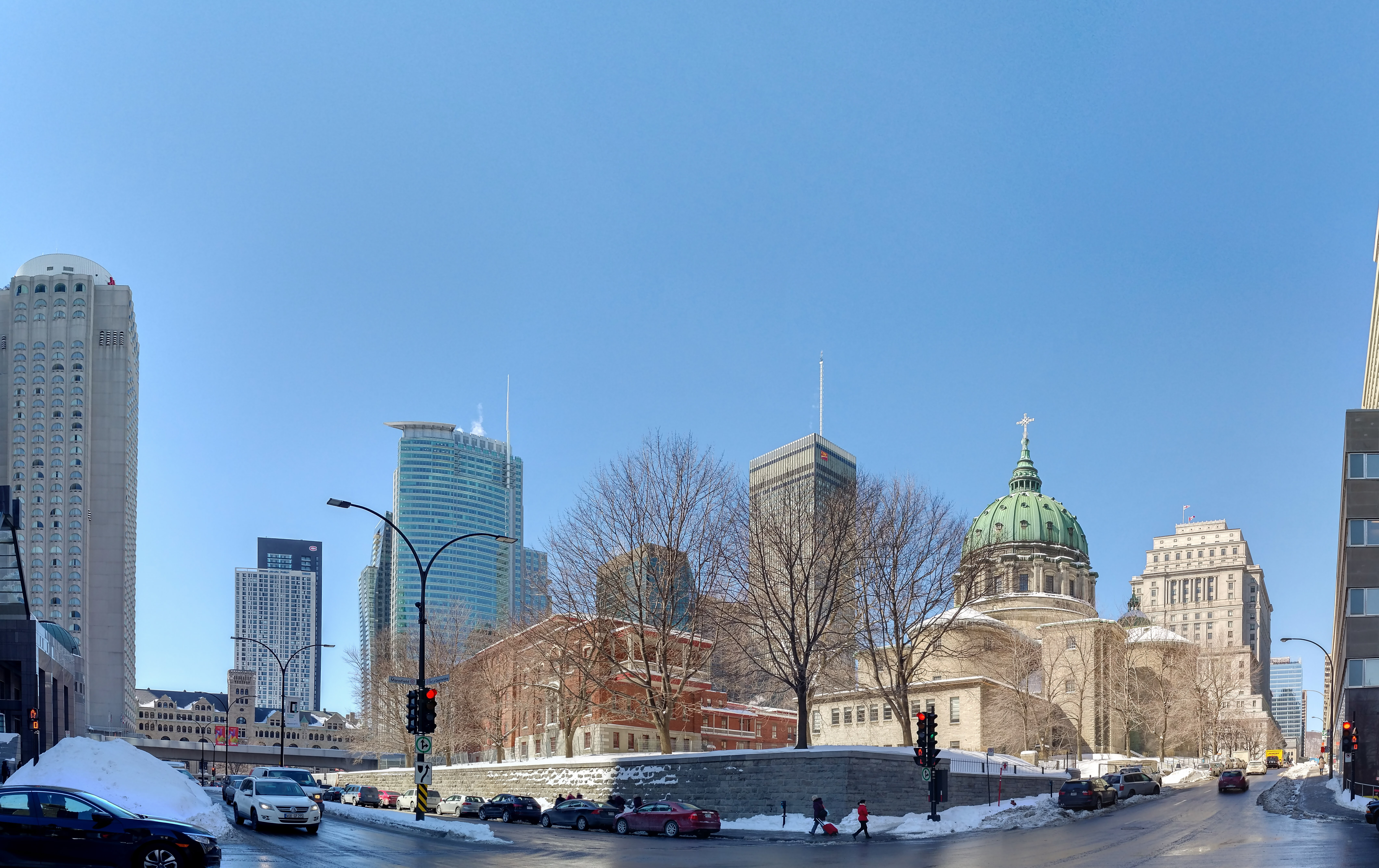
Vue de Montréal, coin des rues Mansfield et De La Gauchetière, avec le 1250 René-Lévesque.
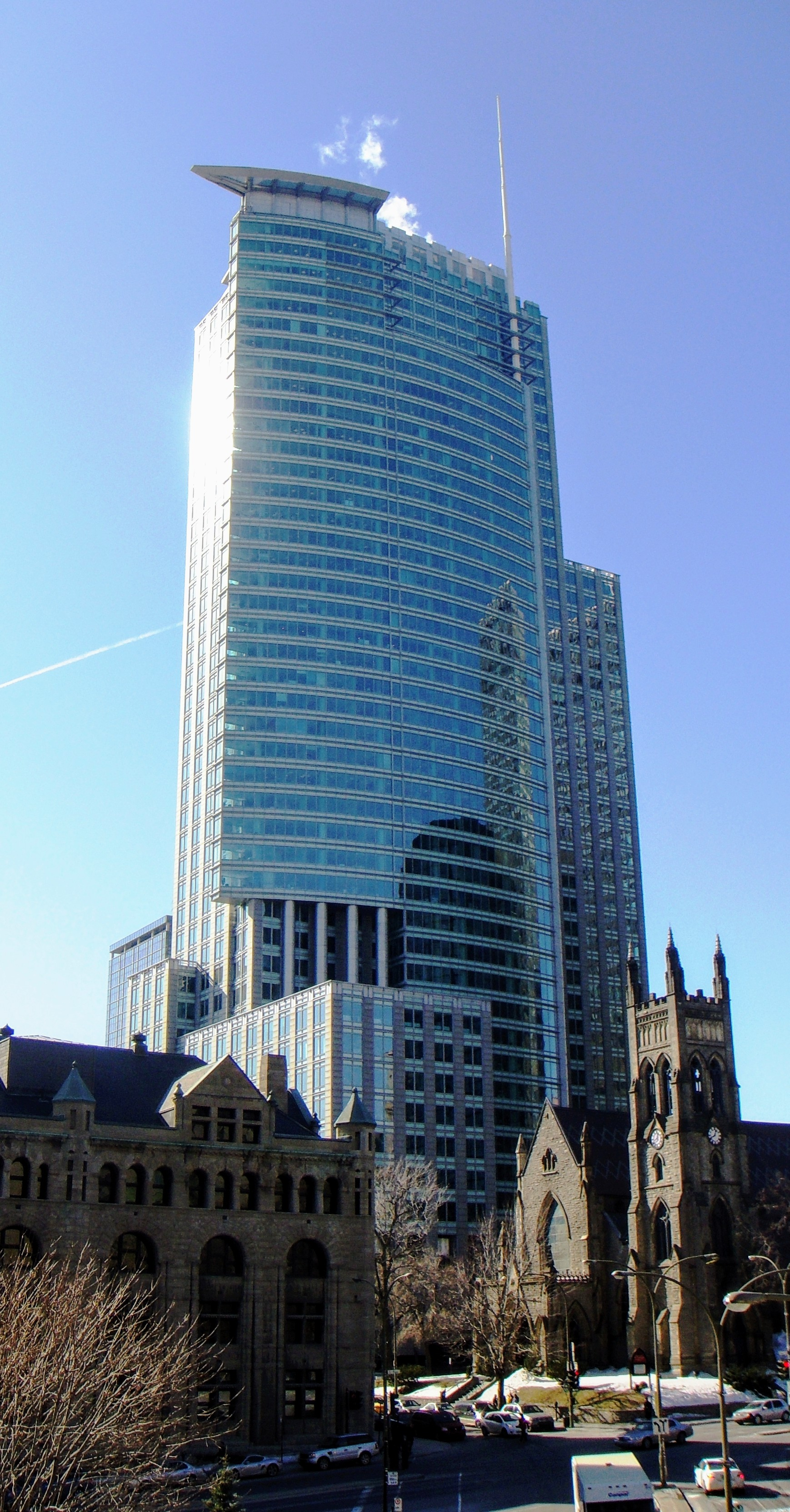
Le 1250 René-Lévesque vu de la Place du Canada.
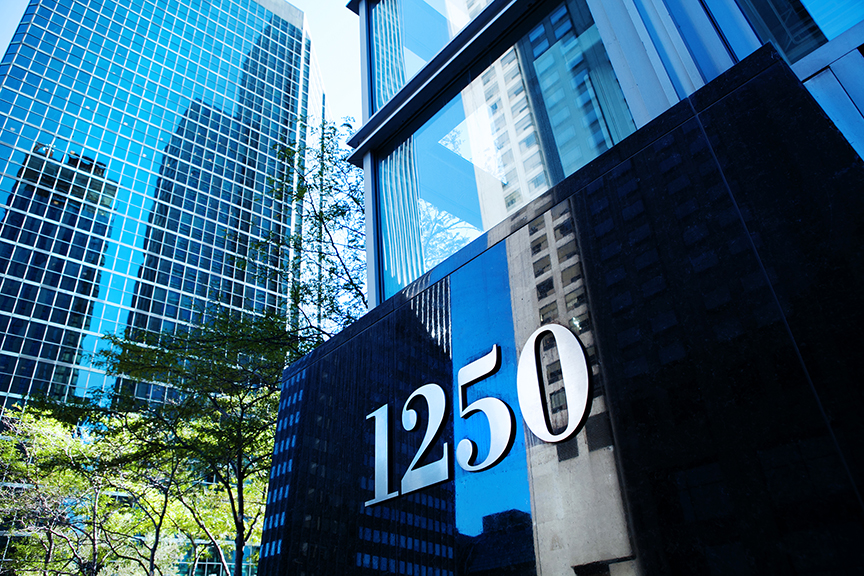
Vue du 1250 boulevard René-Lévesque.
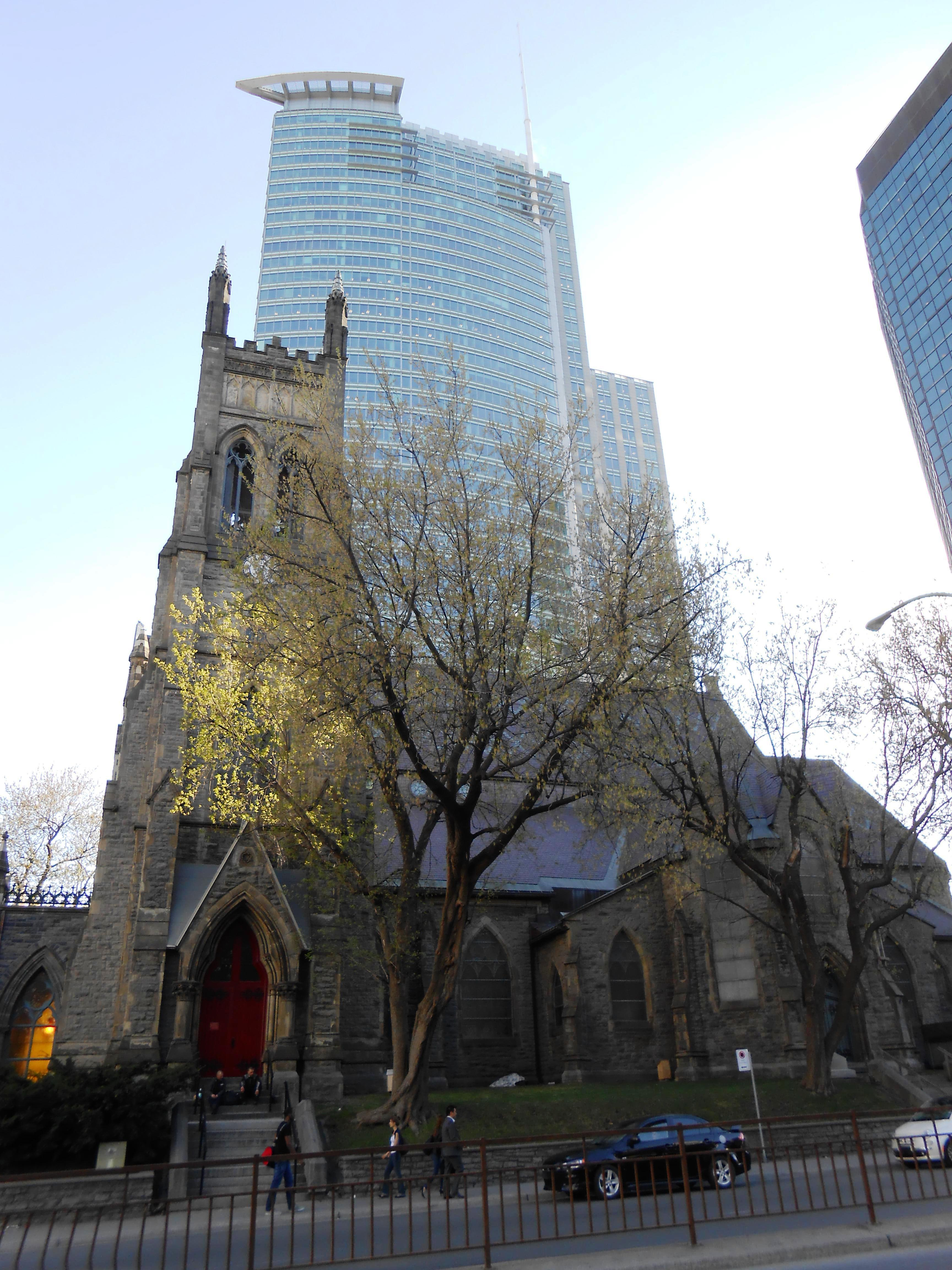
Église anglicane Saint-George à Montréal, devant le 1250 René-Lévesque.
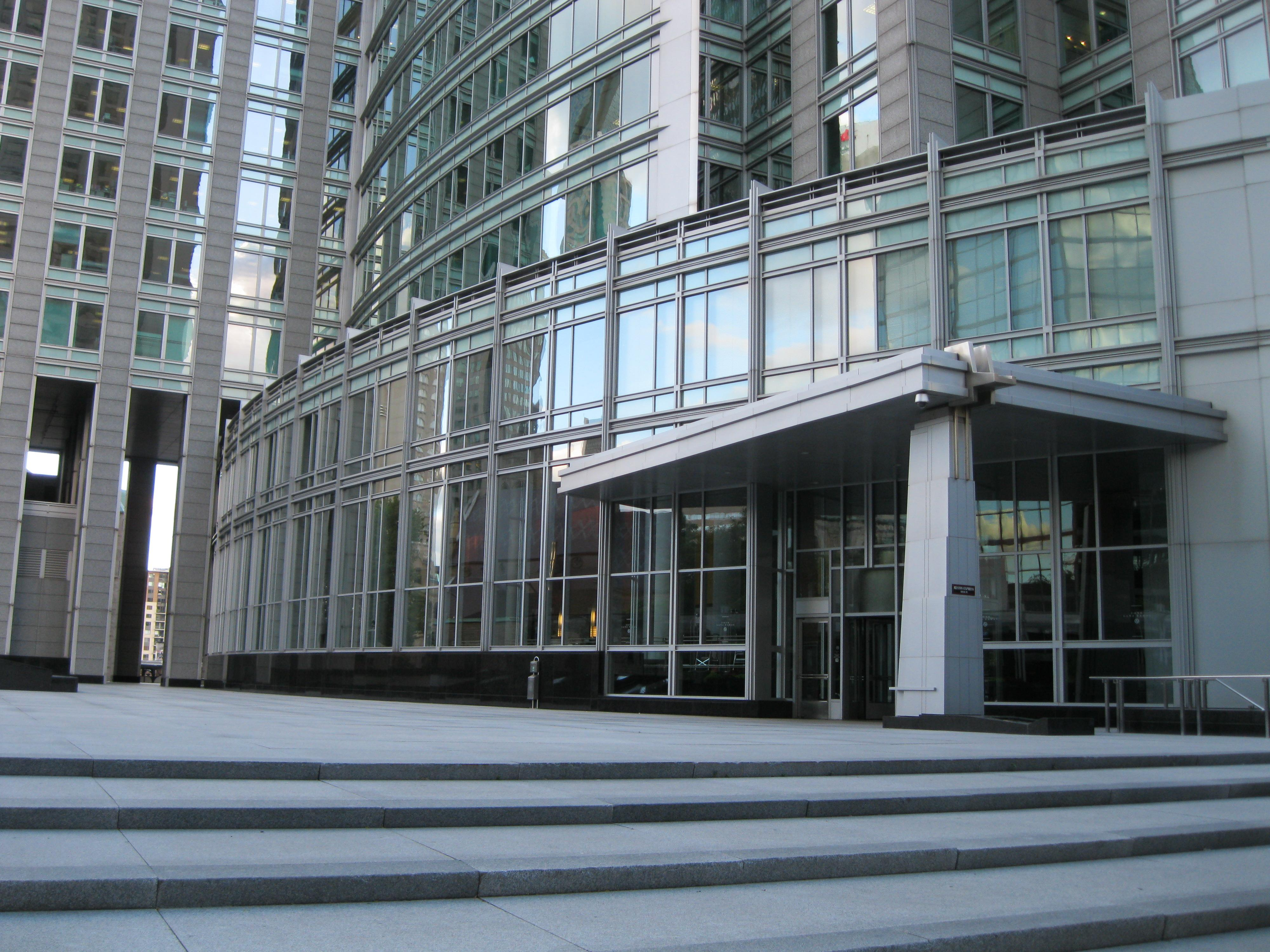
Gros plan du 1250 René-Lévesque.